# Johanna Tukiainen
Mia Mari Johanna Tukiainen, född 29 juli 1978 i Helsingfors, är en finländsk tv-personlighet, sångerska och modell. Hon hamnade i rampljuset i början av 2008 när den finländske utrikesministern Ilkka Kanerva tvingades avgå som följd av att ha skickat henne 200 textmeddelanden med sexuellt innehåll. Hon har sedan dess varit ett av den finländska skvallerpressens favoritobjekt, och hennes bröllop med maken Arto Länsman i februari 2011 filmades och sändes som tv-program. Hon har dömts för flera misshandelsfall och rattfylleri. I maj 2013 dömdes hon till två månader fängelse för misshandel , vilket 2014 ändrades i hovrätten till samhällsservice. Hon har fått uppmärksamhet genom att uträtta sina behov offentligt mitt på Tammerfors centralstation. Hon har bloggat för skvallertidningen "7 päivää" ("7 dagar") och intervjuades på svenska i FSTs program "Tredje statsmakten".
Johanna Tukiainen uppträdde tidigare med systern Julia (f. 1983). Julia som hade haft typ 1-diabetes i ett drygt år hittades död i deras hem den 17 december 2013. 